# Hemipolygona aldeynzeri
Hemipolygona aldeynzeri là một loài ốc biển, là động vật thân mềm chân bụng sống ở biển trong họ Fasciolariidae.